# Aterrados
Aterrados es una película argentina de terror de 2018 escrita, musicalizada y dirigida por Demián Rugna.
La película tuvo su estreno internacional en el Festival de Mar del Plata en la Competencia Argentina en su 32° edición.
Luego de la positiva recepción de la cinta por parte de la prensa y el público, el director anunció que habría una secuela. Está previsto que lleve el título de Aterrados 2.

## Argumento
En su casa de un vecindario de Buenos Aires, Clara escucha extraños sonidos que provienen de la cañería del fregadero de su cocina. Su marido, Juan, se queda perplejo cuando ella le informa de que lo que escuchó eran voces humanas y que estaban discutiendo un plan para matarla. Esa noche, al despertarse por los ruidos de golpes que al principio supone que provienen de la casa de al lado, Juan se aterroriza al encontrar el cuerpo inerte de Clara levitando en su cuarto de baño, golpeando violenta y repetidamente contra la pared como si fuera lanzado por una fuerza invisible.
Walter, que vive al lado, también experimenta sucesos sobrenaturales. Cada noche, cuando intenta dormir, fuerzas invisibles sacuden y mueven sus muebles, incluida la cama. Cuando utiliza una cámara de video para filmar los sucesos, ve una figura alta y desnuda que emerge debajo de la cama, se coloca sobre él mientras duerme y se esconde en el armario.
Al otro lado de la calle, Alicia llora la muerte de su hijo pequeño, que recién fue atropellado por un autobús frente a la casa de Walter. El investigador paranormal y ex-forense, Jano, llega a instancias del exnovio de Alicia, el comisario de policía Funes, quien revela que el cadáver del niño muerto está actualmente sentado en la mesa de la cocina, habiendo aparentemente regresado por su propio pie desde el cementerio, dejando un rastro de huellas de barro tras de sí. Tras deliberar, los dos deciden regresar el cadáver, ahora inanimado, al cementerio. Mientras tanto, el cadáver del niño es colocado en un congelador exterior.
Cerca de allí, Jano se topa con otra investigadora de lo paranormal, la Dra. Albreck, a quien reconoce del circuito de conferencias. Ha llegado para investigar el caso de Walter, después de ver las grabaciones de video que éste le había enviado, pero ahora parece haber desaparecido, dejando su casa abandonada. Junto con Rosentock, otro investigador de esa misma línea, Jano y Albreck visitan a Juan, que ahora es el principal sospechoso del asesinato de su mujer y está recluido en un centro psiquiátrico. Asegurándole que creen en su historia, le piden permiso para investigar su casa, lo que él concede.
Poco después, los especialistas vuelven a la conflictiva calle, antes de separarse para investigar una propiedad cada uno en el transcurso de una noche. Funes acompaña a Rosenstock, que se encuentra en la casa de Walter. A medida que se producen fenómenos extraños y los investigadores comienzan a morir de forma espantosa e inexplicable, Funes se da cuenta de que no tiene más remedio que huir del lugar o arriesgarse a perder la vida, pero antes prende fuego a las tres casas donde se presentaron los fenómenos paranormales.
De vuelta al psiquiátrico, un nuevo grupo de la policía intenta seguir interrogando a Juan, pero éste se distrae con la figura de un hombre alto que dice estar detrás de ellos, un hombre que se parece a un Rosentock quemado. Se dan la vuelta y no ven nada más que una silla vacía. De repente, la silla vuela hacia la cámara, lanzada por una fuerza invisible.

## Elenco
- Maximiliano Ghione como Funes
- Norberto Gonzalo como Jano
- Elvira Onetto como Dra. Albreck
- George L. Lewis como Dr. Rosentock
- Julieta Vallina como Alicia
- Demián Salomón como Walter
- Agustín Rittano como Juan
- Natalia Señorales como Clara
- Matias Rascovschi como el niño
- Lorenzo Langer como Patricio

## Recepción

### Crítica
La cinta es considerada por muchos críticos especializados como uno de los mejores exponentes del género del terror nacional de los últimos años. El portal Todas las críticas le otorgó un puntaje de 74/100 según el consenso de 32 reseñas. El crítico del diario Clarín Pablo O. Scholz asegura que la cinta es "un plato (...) fuerte y bien condimentado para los amantes del género". Por su parte, Horacio Bernades del diario Página 12 califica a la película con un 7/10 aclarando en su reseña que el director "utiliza el gore en estricta función dramática, sin hacer de él un festival en sí mismo", además de destacar como muchos otros críticos al reparto de actores como competente, siendo los intérpretes Elvira Ottano, Norberto Gonzalo y Agustín Rittano los más aclamados. A su vez la crítica Catalina Dlugi desde su página web El Portal de Catalina le otorgó a la cinta un puntaje de 3.5/5, afirmando que Aterrados resulta la película consagratoria del director y el género de terror argentino.

### Desempeño comercial
La cinta se estrenó de forma limitada (aproximadamente en 80 salas de todo el país), logrando en general buenos números. En su primer fin de semana en salas argentinas, la película logró atraer a 10 mil espectadores, logrando de esta manera ubicarse en el top 10 de las más vistas. Algunas semanas en cartelera más necesitó la cinta de Demián Rugna para pasar la barrera de los 20 mil espectadores, y así convertirse en la cuarta película de terror argentina más exitosa de todos los tiempos, siendo la cinta No dormirás estrenada el mismo año la más exitosa hasta la fecha.
El acumulado total de la película (en 2018) es de 23.000 espectadores.

## Estreno
| Fechas de estreno |           |              |               |        |
| Año               | País      | Fecha        | Distribuidora | Ref.   |
| 2018              | Argentina | 3 de mayo    | Aura Films    | [ 11 ] |
| 2018              | Perú      | 9 de agosto  | Independiente | [ 12 ] |
| 2018              | México    | 10 de agosto |               | [ 13 ] |

## Premios y nominaciones

### Participación en festivales de cine
| Festival                       | Fecha de evento                            | Categoría                     | Premio   |        |
| ------------------------------ | ------------------------------------------ | ----------------------------- | -------- | ------ |
| Festival de Mar del Plata      | 17 al 26 de noviembre de 2017              | Competencia Argentina         | Nominado | [ 3 ]  |
| Festival de Mar del Plata      | 17 al 26 de noviembre de 2017              | Premio SAGAI Mejor actriz     | Ganador  | [ 3 ]  |
| Festival Montevideo Fantástico | 6 al 13 de diciembre de 2017               | Mejor película                | Ganador  | [ 14 ] |
| Festival Montevideo Fantástico | 6 al 13 de diciembre de 2017               | Mejor actor                   | Ganador  | [ 14 ] |
| Festival Montevideo Fantástico | 6 al 13 de diciembre de 2017               | Mejor actriz (2° lugar)       | Ganador  | [ 14 ] |
| Buenos Aires Rojo Sangre       | 30 de noviembre al 10 de diciembre de 2017 | Mejor película                | Ganador  | [ 15 ] |
| Buenos Aires Rojo Sangre       | 30 de noviembre al 10 de diciembre de 2017 | Mejor actor                   | Ganador  | [ 15 ] |
| Buenos Aires Rojo Sangre       | 30 de noviembre al 10 de diciembre de 2017 | Mención especial Banda Sonora | Ganador  | [ 15 ] |